# Fuente de Anspach
La fuente de Anspach (en francés: Fontaine Anspach; en neerlandés: Anspachfontein) es una fuente-obelisco de estilo ecléctico erigida en 1897 en el centro de la Place de Brouckère/De Brouckèreplein de Bruselas, Bélgica. Diseñada por el arquitecto Charles-Émile Janlet, está dedicada a la memoria de Jules Anspach, antiguo alcalde de la ciudad de Bruselas.
El monumento fue desmantelado en 1973 a raíz de las obras de construcción del metro de Bruselas y reinstalado en 1981 en su emplazamiento actual, en la plaza des Blindés/Pantsertroepensquare, entre el Quai aux Briques/Baksteenkaai y el Quai au Bois à Brûler/Brandhoutkaai, en el barrio de Sainte-Catherine/Sint Katelijne.

## Historia

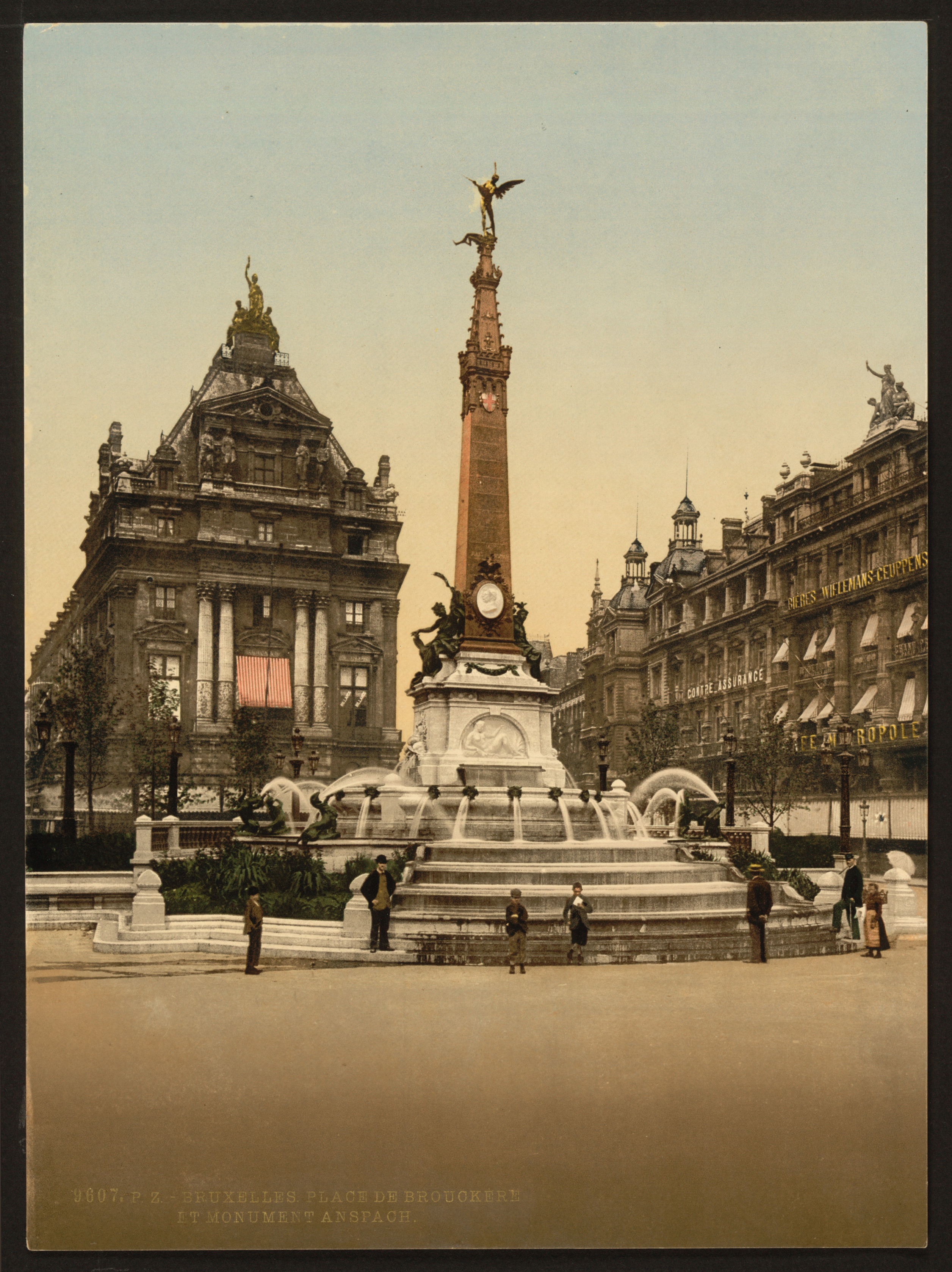
La Place de Brouckère/De Brouckèreplein con la fuente Anspach a finales del siglo XIX

La fuente de Anspach fue diseñada por el arquitecto Charles-Émile Janlet y erigida en 1897 en el centro de la plaza de Brouckère/De Brouckèreplein, que había quedado vacía tras la destrucción del antiguo templo de los Agustinos. La fuente rinde homenaje a Jules Anspach, alcalde de la ciudad de Bruselas de 1863 a 1879, así como promotor del cubrimiento del río Senne (1867-1871) y de la creación de los bulevares Centrales.Este monumento se erigía exactamente en el eje del bulevar Anspach/Anspachlaan, como un regulador del tráfico en el nacimiento de la bifurcación entre el bulevar Émile Jacqmain/Émile Jacqmainlaan y el bulevar Adolphe Max/Adolphe Maxlaan. Fue considerada en su época la más bella y la más grandiosa de la ciudad.
La plaza de Brouckère/De Brouckèreplein con la fuente de Anspach a finales del siglo XIX.
La fuente fue retirada en 1973 para dar acceso a la estación de metro De Brouckère. Las autoridades habían prometido volver a colocarla tras las obras, pero finalmente fue reinstalada en mayo de 1981 en un estanque que ocupa el espacio entre el Quai aux Briques/Baksteenkaai y el Quai au Bois à Brûler/Brandhoutkaai, en el barrio de Sainte-Catherine/Sint Katelijne, a unos 700 metros de la plaza de Brouckère.

## Descripción
Este monumento de estilo ecléctico, de 20 metros de altura, está formado por un obelisco de granito sueco sobre un pedestal de piedra azul rodeado por un estanque. Inseparable de la perspectiva monumental de los bulevares -y sin embargo desplazado tras las obras del metro- es, por su dedicación y su antigua ubicación, un homenaje a Anspach.

### Pedestal
El pedestal de piedra azul, decorado con un bajorrelieve de mármol que representa una alegoría de La Cubierta del Senne, obra del escultor Paul De Vigne, y quimeras esculpidas por Godefroid Devreese, está rodeado por un estanque de cuatro lóbulos decorados con caños vierteaguas de mascarón realizados por el escultor Pierre-Jean Braecke [fr]. En el pedestal también hay inscripciones que recuerdan los nombres de los artistas y las circunstancias de la construcción del monumento.

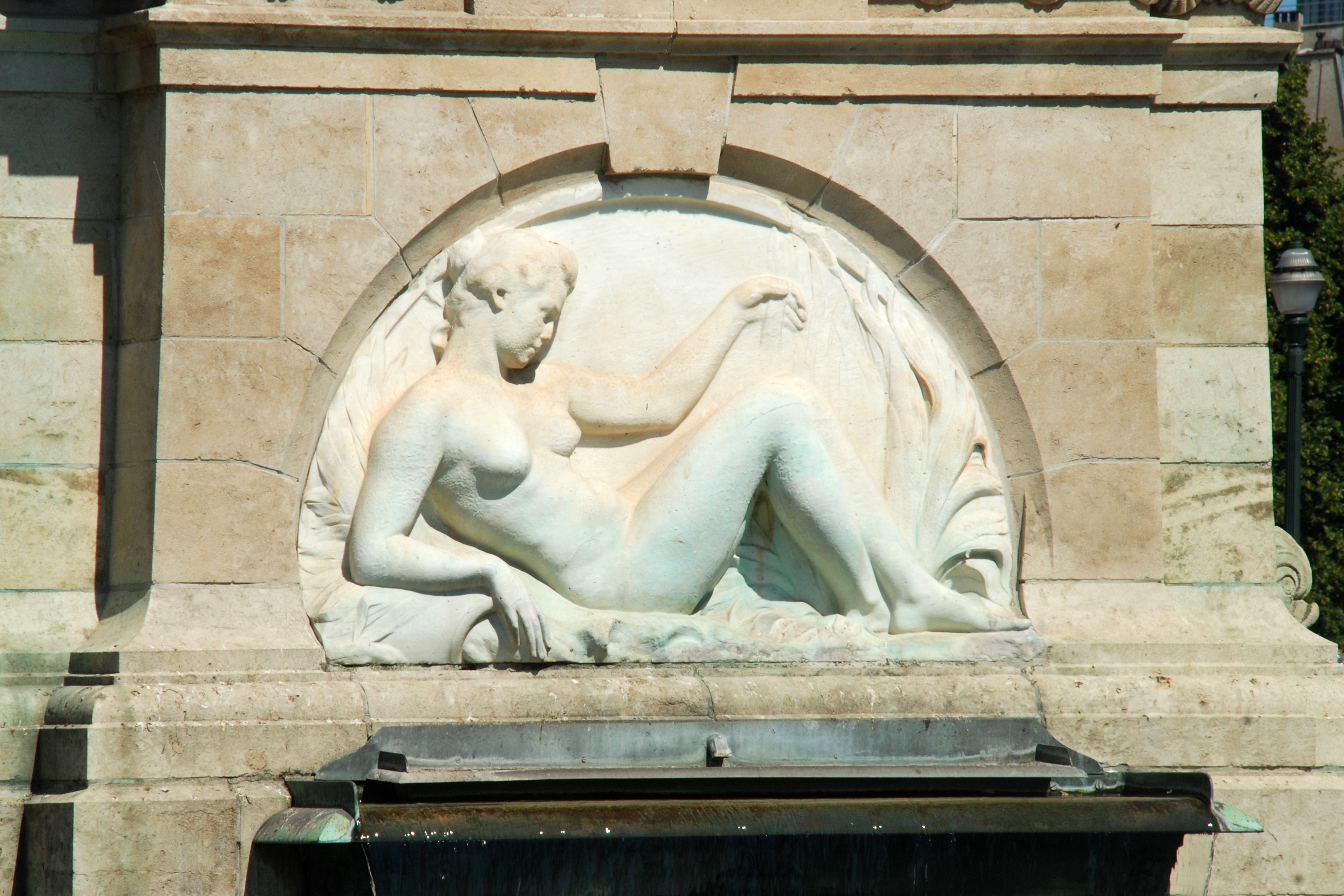
La Cubierta del Senne de Paul De Vigne
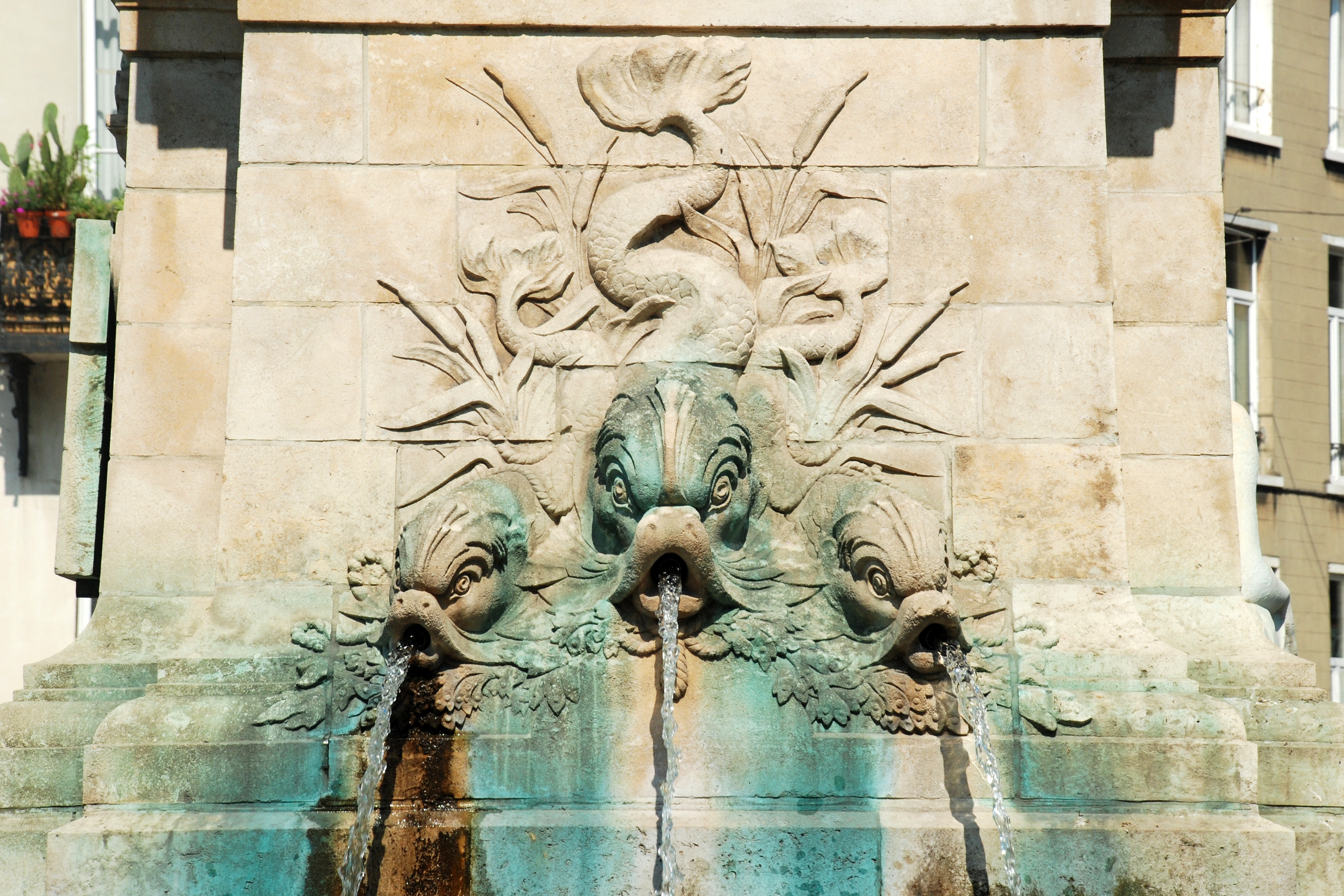
Quimera de Godefroid Devreese
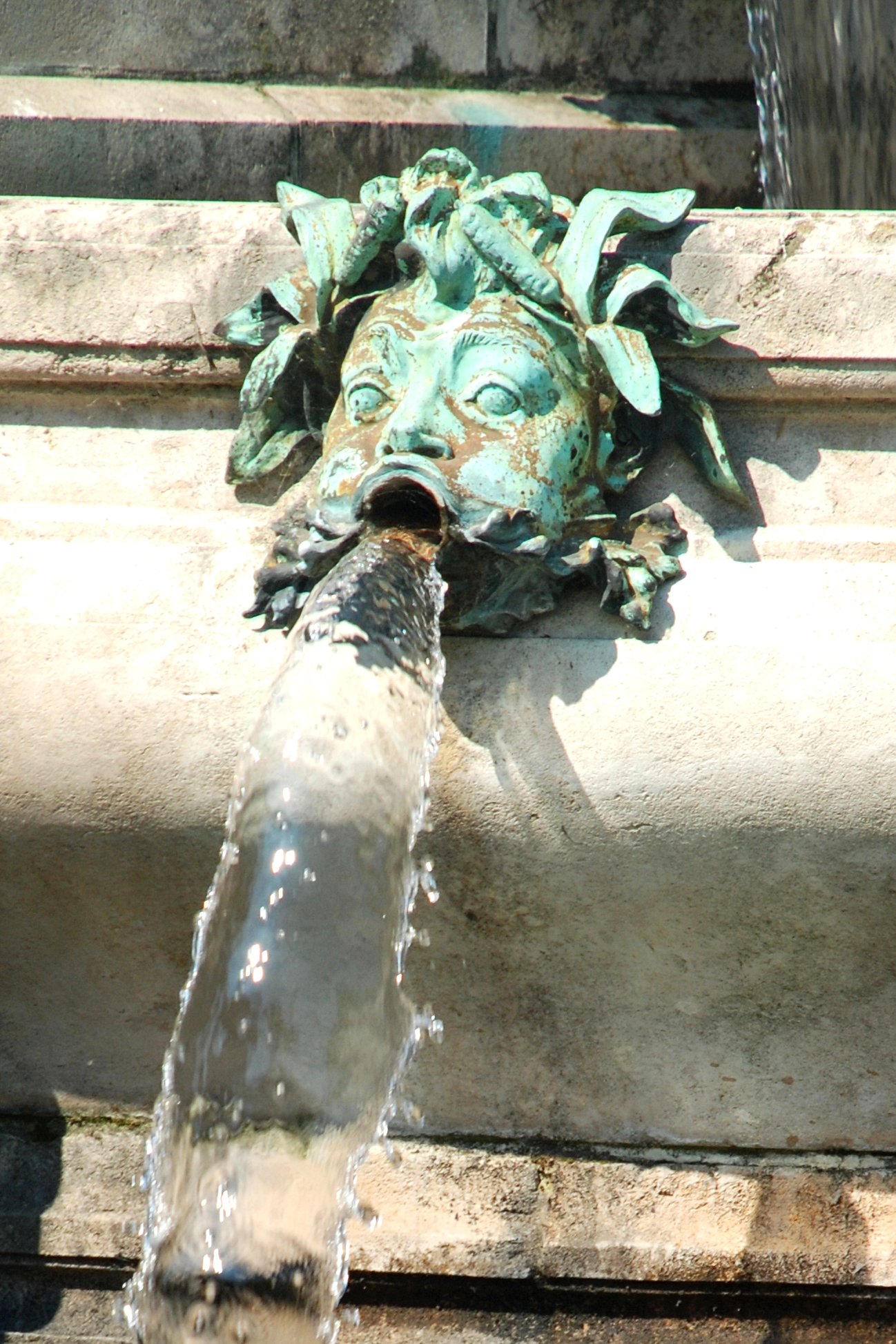
Mascarón, de Pierre-Jean Braecke

## Obelisco
El obelisco de granito rosa lleva en su base un medallón de mármol blanco con la imagen de Anspach, obra de Paul De Vigne, rodeado de alegorías en bronce de La Judicatura Municipal y La Ciudad Agradecida de Bruselas, obra del escultor Julien Dillens. En la parte superior del obelisco hay un adorno de bronce, obra de Pierre Braecke, que representa un castillo fortificado coronado por una aguja gótica decorada con remates y que termina con la efigie de San Miguel, patrón de la ciudad de Bruselas, matando a un dragón o demonio.

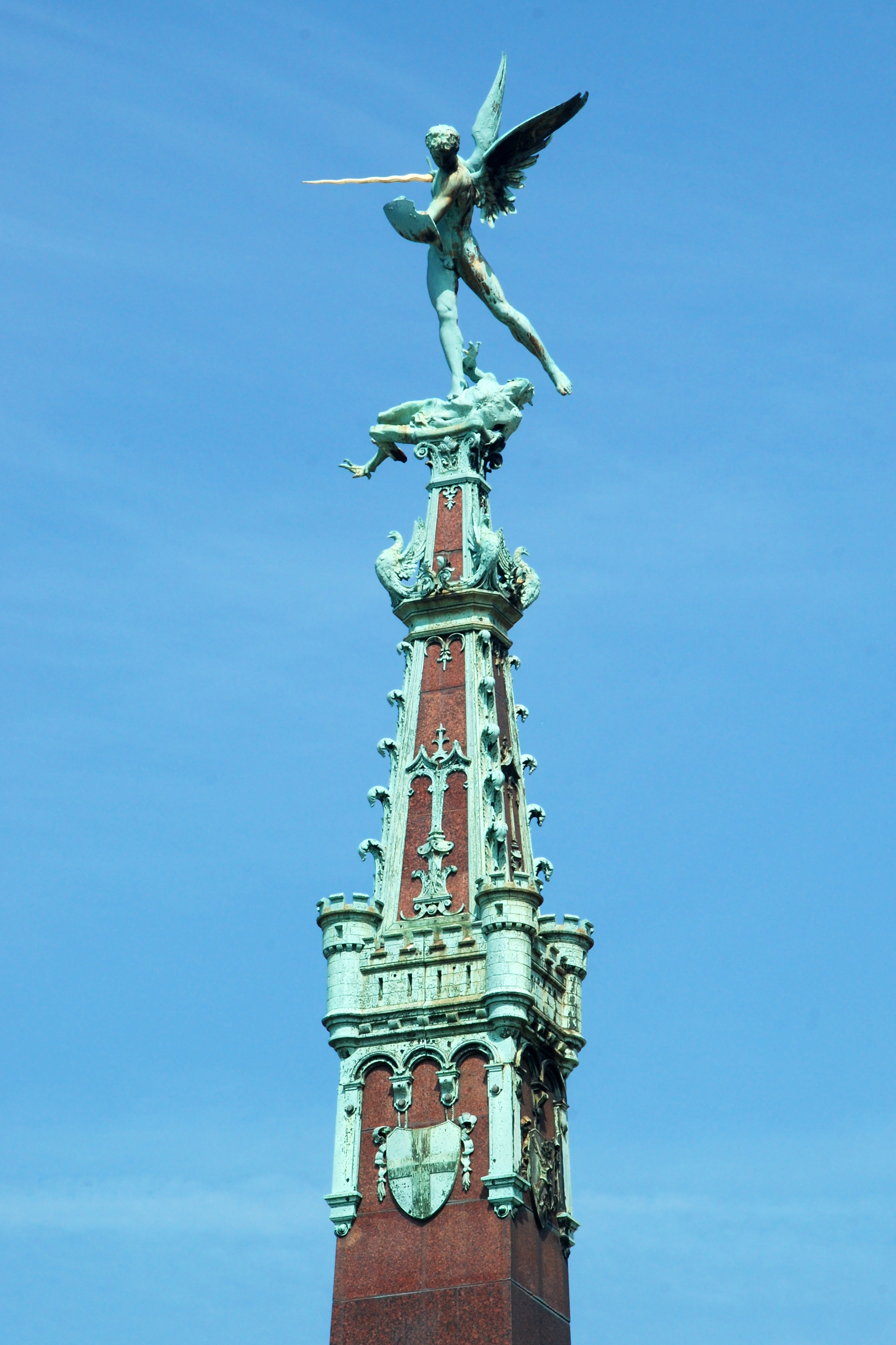
Estatua de San Miguel matando al dragón por Pierre-Jean Braecke
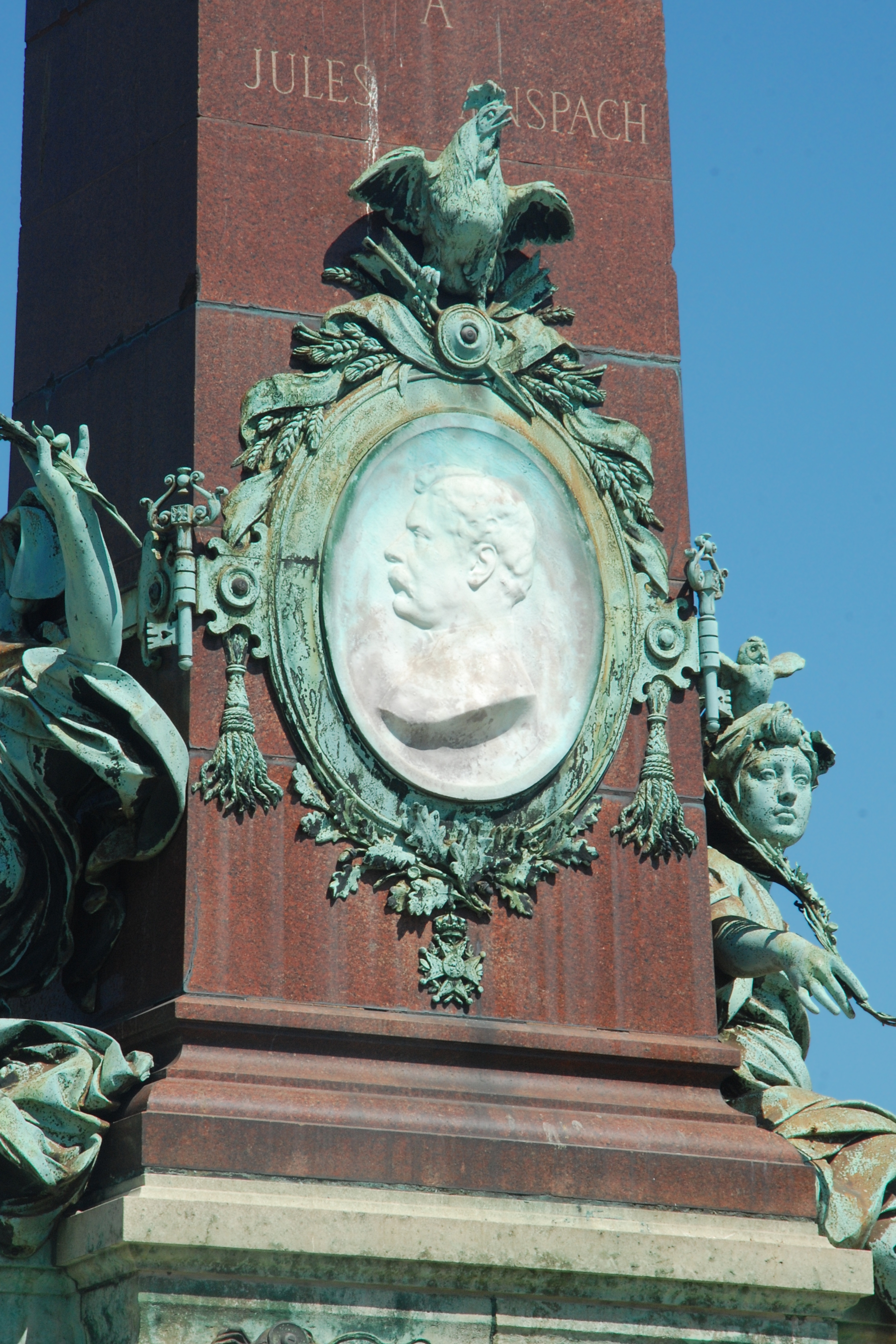
Medallón de mármol blanco con la efigie de Jules Anspach de Paul De Vigne
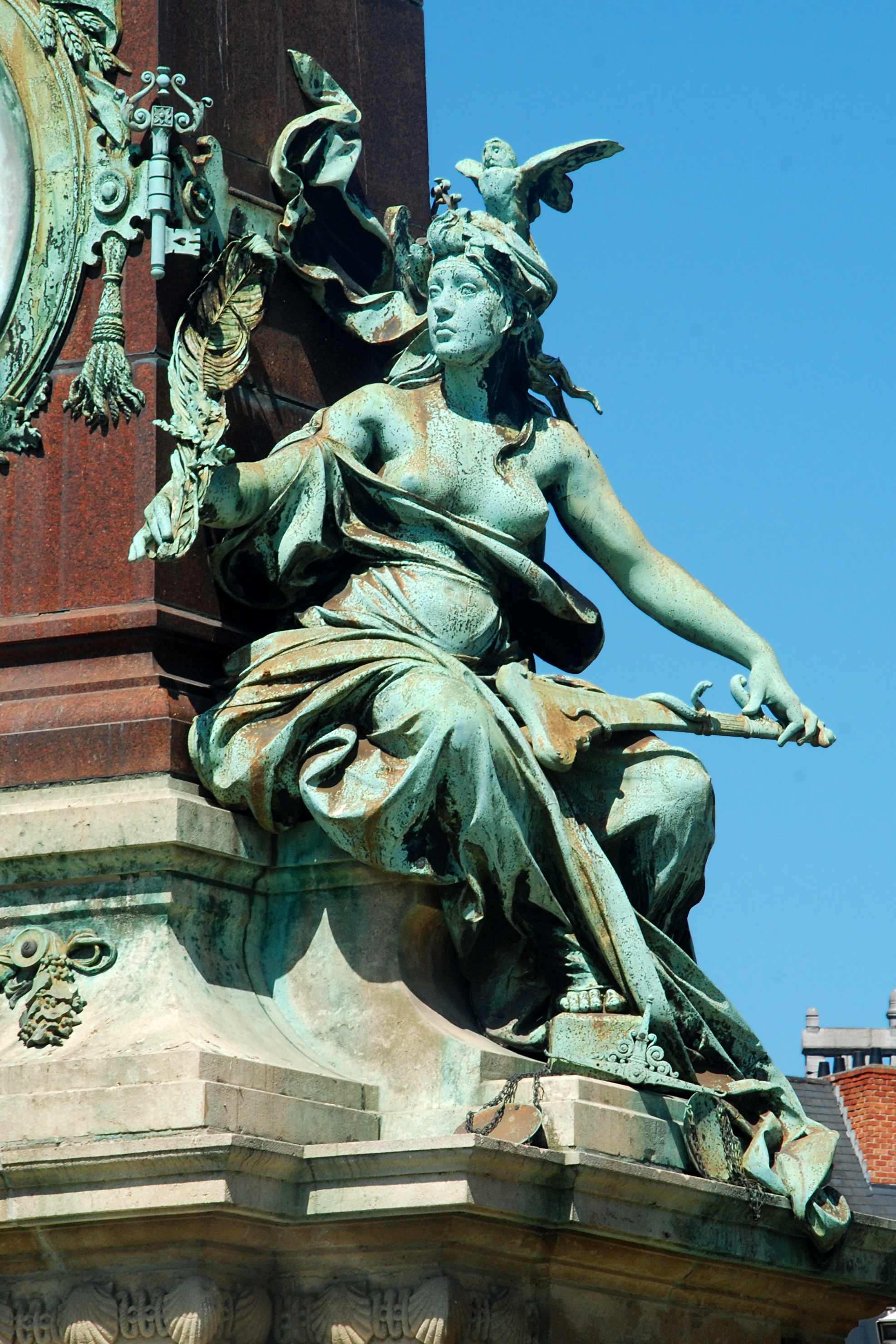
El poder judicial municipal por Julien Dillens
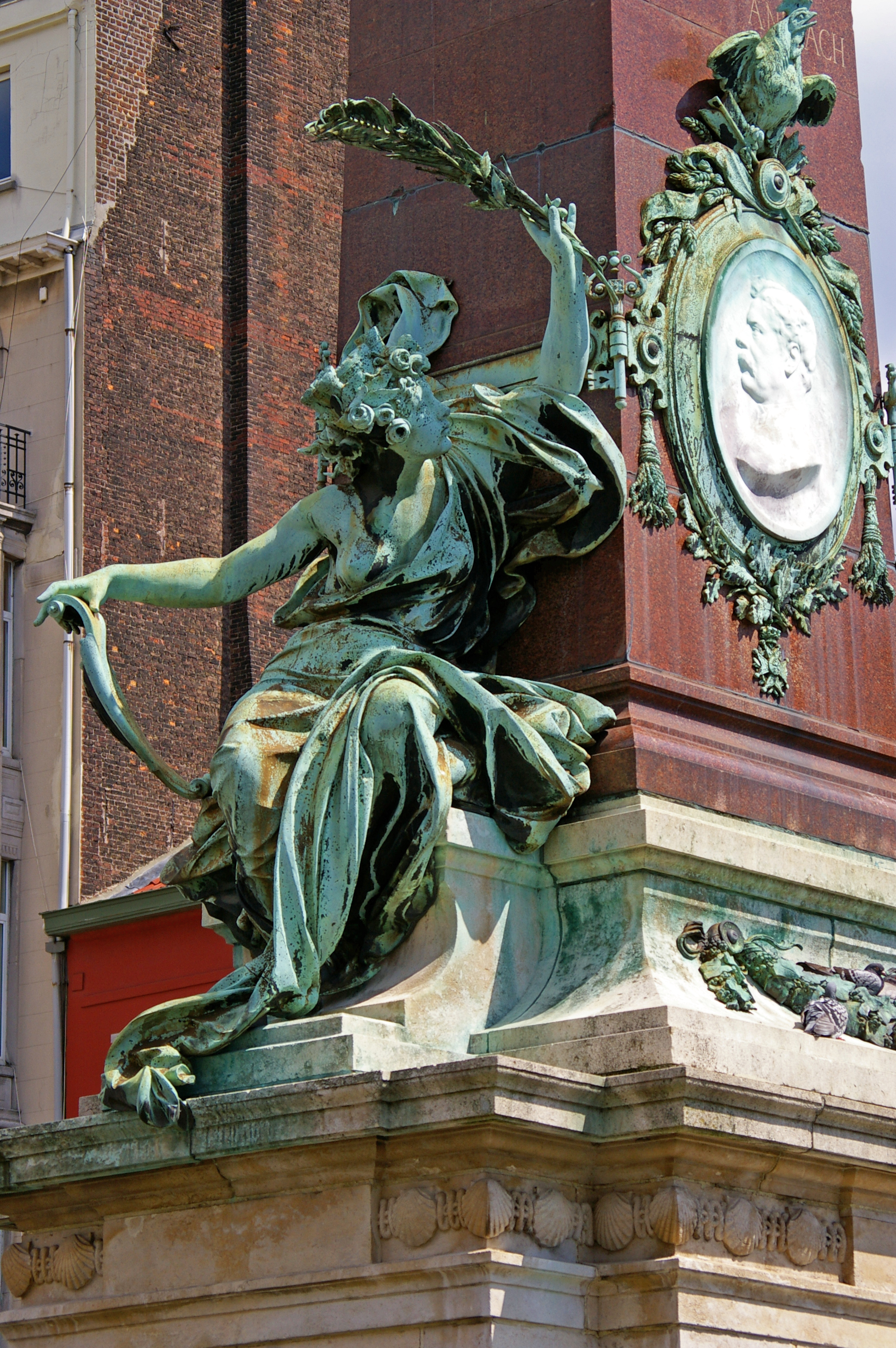
La agradecida ciudad de Bruselas de Dillens